# Nehalennia

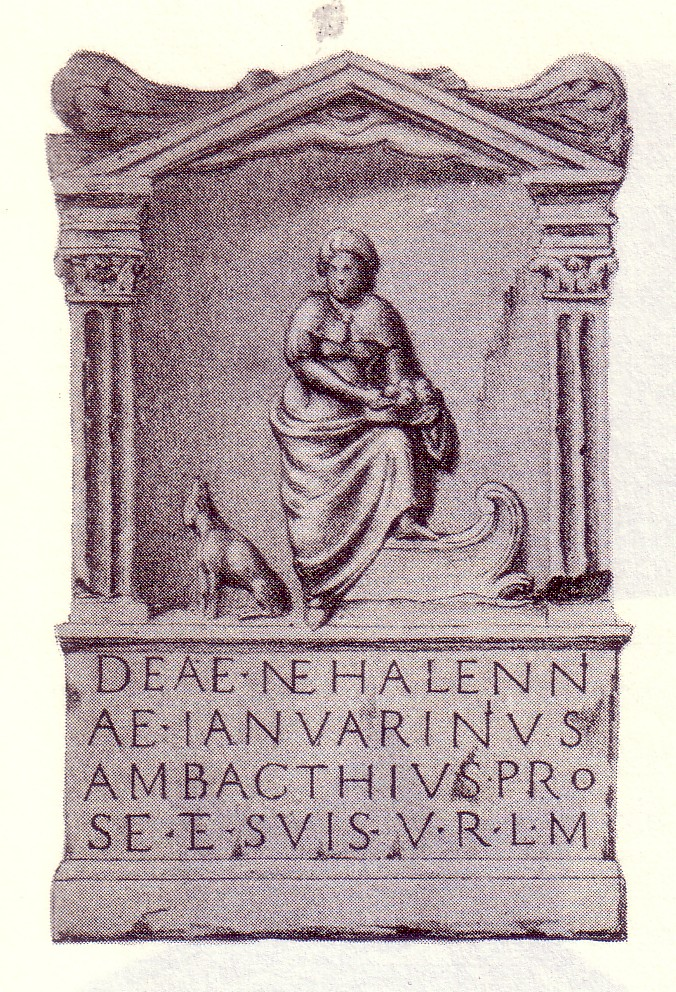
Altare di Nehalennia presso Domburg, Zelanda, Paesi Bassi

Nehalennia è una divinità di origine incerta, forse germanica o celta, la cui presenza è attestata da numerosi altari votivi presenti in Zelanda (negli attuali Paesi Bassi) nella zona dove il fiume Schelda sfocia nel Mare del Nord. Il culto di Nehallenia risale almeno al II secolo a.C., e ha continuato a svilupparsi fino III secolo d.C.

## Etimologia
Sebbene il significato del nome rimanga discusso, i linguisti concordano nell'affermare che Neheallenia non sia di origine latina, bensì (date le zone dei ritrovamenti a lei collegati) di origine celtica o germanica. Gutenbrunner (1936) sosteneva che la prima parte del nome, derivasse dal proto-germanico *nehwa ("prossimo", "vicino"), ma non sapeva spiegare il resto del nome. Per Maurits Gysseling (1960) la radice del nome non era di origine celtica o germanica, ma bensì veniva proto-indo-europea  *neiH- "condurre". L'italiana Patrizia De Bernardo Stempel (2004) sostiene invece un'origine celtica del nome, legandolo ai termini gallesi halein "sale" and heli "mare". Secondo la Stampel "Nehalennia" sarebbe infatti una combinazione dei termini celtici *halen– "mare" e *ne- "presso" con il suffisso femminile *-ja e significherebbe "Colei che è prossima al mare"

## Ritrovamenti
L'esistenza di Nehalennia è stata attestata per la prima volta nel 1645, con il ritrovamento di 258 iscrizioni nella città olandese di Domburg (sulla costa della Zelanda) dopo che una tempesta erose alcune dune. Successivamente furono rinvenuti i resti del tempio dedicato alla divinità. 
All'inizio del 1970 furono rinvenuti i resti di numerosi altari, sculture femminili e altri artefatti vicino alla città Colijnsplaat, fra cui delle tegole e i resti di un tempio dedicato a Nehalennia, vicino ad una città ora non più esistente. Altri due santuari furono poi rinvenuti in Germania, nella zona del quartiere Deutz di Colonia. 
L'archeologo olandese J.E. Bogaers e il linguista belga Maurits Gysseling nella loro pubblicazione congiunta Over de naam van de godin Nehalennia (Sul nome della dea Nehalennia) elencano le diverse forme con cui il nome appare nelle iscrizioni, riscontrando come sebbene Nehalennia sia la forma più comune anche Nehalenia e Nehalaennia appaiano un paio di volte. Queste ultime sono ritenute essere da Gysseling delle latinizzazioni del più arcaico Nehalennia. Le altre variazioni (attestante solo una volta) vennero invece rigettate da Boagers perché ritenute non standard o dovute al pessimo stato di conservazione dei reperti. Poiché per Gysseling i nomi rinvenuti sarebbero una latinizzazione, il suono "h" sarebbe il tentativo di pronuncia approssimato di un -ch germanico. Uno degli altari dragati nella schelda orientale nel 1970 (vicino a Colijnsplaat) riporta infatti il nome Nechalenia. Le iscrizioni con il carattere 𐌝 sarebbero dunque intenzionali e non dovute al cattivo stato di conservazione degli artefatti.
I ritrovamenti di Dormont portarono nel XVII secolo lo studioso Marcus Zuerius van Boxhorn a teorizzare un'etimologia frettolosa che collegasse il nome Nehallenia alle lingue scitiche, in quanto l'obbiettivo dello studioso era (con i mezzi della sua epoca) provare i legami fra le lingue europee e il persiano.

## Culto
Conosciuta come protettrice delle strade, custode dei viandanti e dei viaggiatori dei mari del nord, era spesso invocata dal popolo per assicurarsi una felice sorte ultramondana, in quanto patrona anche di tutti coloro i quali si avventuravano sui sentieri dello spirito. Il suo nome significa "Signora della nave", ma anche  "Timoniera, Guida" e numerosi altari o steli votive vennero realizzati con le donazioni di quei marinai o capitani che ne avevano invocato la protezione durante le tempeste. Sotto l'Impero Romano il culto di Nehalennia ebbe una vera e propria fioritura, e nelle province della Gallia Belgica e della Germania Inferiore vennero edificati numerosi santuari e cippi votivi sempre a seguito di un viaggio per mare: col tempo venne, così, ad essere assimilata alla Ecate greco/romana.

## Iconografia
Per quanto riguarda le sue raffigurazioni, esse erano legate proprio al viaggio simbolico dell'anima che, attraverso le acque, giungeva ad Avalon, cioè l'Altro Mondo o Tìr Na Nòg irlandese, la Terra delle Mele, della Conoscenza, dei Morti e dei Saggi: l'acqua, infatti, era il limite, sia spaziale che temporale, tra questo mondo e l'altro, quando i confini tra i mondi divengono sottili e le anime ritornano nelle case in cui hanno abitato in vita. Le sue statue erano poste solitamente sotto un baldacchino a forma di conchiglia in compagnia di un cane, con una piccola nave in mano ed un cesto di mele ai piedi, raramente con in mano uno scettro; ma appare assai spesso mentre impugna un timone o in piedi sulla prua di una nave.